# 대만철써기

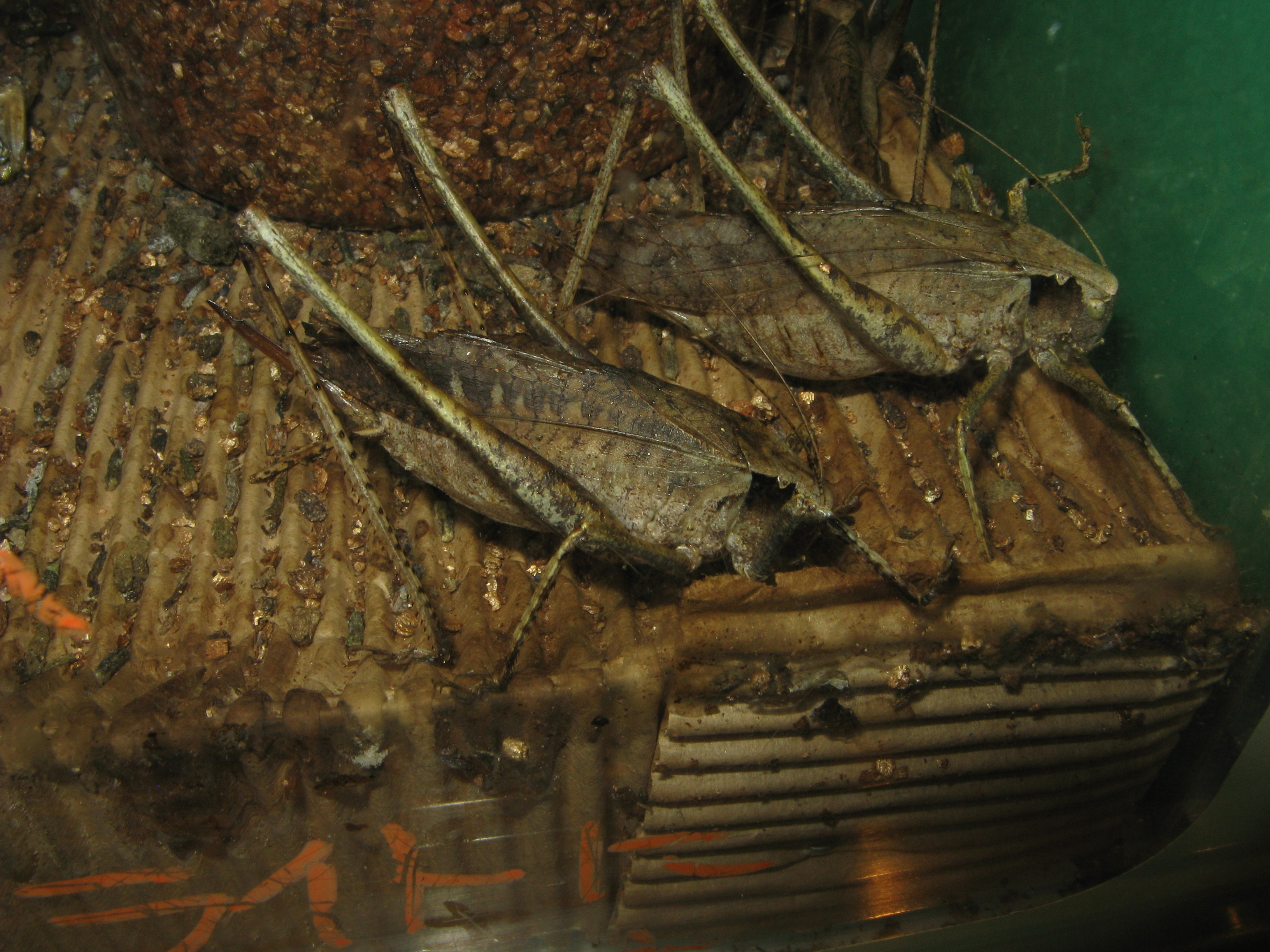

대만철써기 (학명: Mecopoda elongata)는 메뚜기목 여치과에 속하는 곤충이다. 철써기와 닮았지만 날개가 가늘고, 길며 앞가슴 옆부분에 흑갈색 띠가 있다.

## 분포
주로 아시아의 열대, 아열대 기후를 가진 지역에 분포한다. 일본의 경우 이즈 제도, 혼슈, 시고쿠, 구슈, 오키나와 등의 여러 섬에 넓게 분포하며 하치조섬에서는 이입해 생활하고 있다.

## 형태
몸길이 65~75mm로 암컷이 수컷보다 크다. 몸은 녹색 또는 갈색. 수컷의 앞가슴은 철써기보다 덜 넓다. 발음기가 약간 작은 편으로, 다리와 더듬이의 몸이 크고 날개가 둥글지 않으며 가늘다.
개체에 따라 날개의 측면에 나타나는 검은 반점도 철써기와 비교되는 경우가 있는데 이 점은 암컷에게 두드러지며 긴 날개를 가지고 있는 경우가 많다. 산란관은 후각퇴절의 절반 정도의 길이로 위를 향해 굽어 있다.

## 참고 문헌
- 마츠우라 이치로 (松浦一郎) 《벌레는 왜 울까? - 벌레의 울음소리의 과학(虫はなぜ鳴く - 虫の音の科学)》, 1990년, ISBN 4-8299-3030-6
- 호소이 후미오 (細井文雄) 《누대 사육 아래의 대만철써기의 몸 색깔 (累代飼育下でのタイワンクツワムシの体色)》, 《인섹트리움》 1992년 3월호
- 호소이 후미오, 《대만철써기의 녹색 개체를 만들다 (タイワンクツワムシの緑色個体をつくる)》, 《인섹트리움》 1992년 9월호
- 야스마쓰 교조 (安松京三) 외 《일본 곤충기 V 여치의 생활 (日本昆虫記 V　キリギリスの生活)》, 1959년

## 같이 보기
- 철써기
- 여치